# Синевир (село)
Синеви́р (укр. Синевир) — село в Хустском районе Закарпатской области Украины. Административный центр Синевирской сельской общины
Население по переписи 2001 года составляло 4805 человек. Почтовый индекс — 90041. Телефонный код — 3146. Код КОАТУУ — 2122486901.